# Aaron Samuel Gumperz
Aaron Samuel Gumperz oder Aaron Emmerich Gumperz (geboren am 10. Dezember 1723 in Berlin; gestorben am 10. April 1769 in Hamburg; auch Aaron Solomon Gumperz; ן אמריך גומפרץ) war ein deutscher Mediziner, Mathematiker, Philosoph und Gelehrter.

## Leben
Aus einer reichen und gebildeten Familie stammend ließ das fromme Elternhaus Aaron Samuel bereits in jungen Jahren bei mehreren deutschen und polnischen Schulmeistern unterrichten. In späteren Jahren wechselte Gumperz an die Lehranstalt von Veitel Heine Ephraim, wo er unter anderem von Israel Samosc unterwiesen wurde, einem scharfsinnigen Gelehrten und Wegbereiter der frühen Haskala. Durch Beziehungen seines Vaters und einen jahrelangen Lateinunterricht konnte Gumperz schließlich an zahlreichen philosophischen Disputationen von Pastoren und christlichen Lehren teilnehmen.
Als „Secretair“ von Pierre Louis Moreau de Maupertuis und dem Marquis d’Agens, „dem litterarischen Freunde Friedrich des Großen“, erlangte Gumperz in den 1740er Jahren erstmals Zutritt zur frühneuzeitlichen Gelehrtengesellschaft. 1743, nur wenige Jahre später, kommunizierte Gumperz bereits mit dem aufgeklärten Literaturtheoretiker und Schriftsteller Johann Christoph Gottsched. Während letzterer einen ersten Brief Gumperz' noch herablassend beantwortete, entwickelte sich alsbald ein reger intellektueller Austausch. 1751 schickte ihm Gumperz sogar seine medizinische Dissertation De temperamentis (Über die Temperamente), mit der er am 19. März des Vorjahres als erster Jude in Preußen in Frankfurt an der Oder promoviert wurde. In den folgenden Jahren sammelte Gumperz in der Gelehrtenöffentlichkeit der Neuzeit zahlreiche Bekanntschaften und verband sich vordringlich mit Mathematikern. So schlug Leonhard Euler ihn etwa im Herbst 1749 als Redakteur des Almanach juif vor, der im Auftrag der jüdischen Gemeinde und der Akademie der Wissenschaften zu Berlin in Auftrag gegeben worden war.
Gumperz trieb Mathematik, setzte frühe Studien der hebräischen Sprache fort und verfasste etwa mit Megalleh Sod einen Metakommentar zu einem der zahlreichen Kommentare des Abraham Esras. Als Arzt arbeitete er wohl nicht. In späteren Jahren zog Gumperz nach Hamburg, wo er heiratete und 1770 verstarb. Den Wegzug aus Berlin betrauerte der Marquis d'Agens „l y a à Hambourg un Medecin nommé Gumpert qui a beaucoup de connoissance & d’éruditio.“

## Bedeutung
Friedrich Nicolai erinnerte Gumperz als einen „jüdische[n] Gelehrte[n], welcher nebst der Arzneygelahrtheit in der Mathematik und Philosophie gute Kenntnisse hatte und auch die neueren Sprachen, besonders die französische und englische verstand und sprach.“ Er war Freund und Mentor von Moses Mendelssohn, den er wohl bei Israel Samosc in Berlin kennenlernte und welchen er später mit Gotthold Ephraim Lessing, Marquis d’Argent und dem Präsidenten der Berliner Akademie, Pierre Louis de Maupertuis, bekannt machte. Des Weiteren unterrichtete Gumperz Mendelssohn in Englisch und Französisch und empfahl ihm die Werke von Leibniz und Wolff zur Lektüre an. Nach dem Ableben von Gumperz vermerkte Mendelssohn, dass er „durch den Umgang mit dem nachherigen Doctor der Arzneigelartheit, Herrn Aaron Gumperz“ den „Geschmack an den Wissenschaften [gewonnen], und dazu auch von demselbigen einige Anleitung erhielt.“ Laut einer autobiographischen Aktennotiz verehrte der berühmte Aufklärer nur drei Personen: seinen Vater, Rabbi Fränkel und Aaron Gumperz.

## Trivia
Aaron Samuel war Enkel von Elias Gumperz, der als Lieferant und Agent Friedrich Wilhelms von Preußen, dem Großen Kurfürsten, agierte.

## Werkauswahl
- De temperamentis. Frankfurt an der Oder 1751.
- Megalleh Sod.
- Ma'mar ha-Madda'. Berlin 1765.